# Madhu Bhaduri
Madhu Bhaduri  es una diplomática india.
- En 1974 fue empleado en Hanói, en 1981 en Viena y de 1984 a 1992 en la Ciudad de México.
- Del 1992 al 28 de mayo de 1996 tenía Exequatur como Cónsula General en Hamburgo.[2]
- Del 28 de mayo de 1996 al noviembre de 2000 fue embajadora en Minsk (Bielorrusia).[3]
- En 1997 hizo el The Road to Germany, un Documental de 90 minutos sobre los inmigrantes indocumentados que pasan a través de Bielorrusia a Lituania, Polonia y finalmente Alemania. Dedicó much compromiso en esta obra del genre de John Grierson.[4]
- Del 11 de diciembre de 2000 al 30 de diciembre de 2003 fue embajadora en Lisboa.
- Del 26 de noviembre de 2012 al 02 de febrero de 2014 pertenecía a los miembros fundadoras del Aam Aadmi Party.